# Gran Premio motociclistico di Gran Bretagna 1993
Il Gran Premio motociclistico di Gran Bretagna 1993 fu il decimo Gran Premio della stagione e si disputò il 1º agosto 1993 sul circuito di Donington Park.
Nella classe 500 il vincitore fu Luca Cadalora, era dal GP delle Nazioni 1989 che un pilota italiano (Pierfrancesco Chili) riuscisse ad ottenere un successo nella classe regina, davanti al compagno di squadra Wayne Rainey e a Niall Mackenzie, che portò per la prima volta una ROC Yamaha sul podio, mentre il leader della classifica, Kevin Schwantz, partito dalla pole position, fu coinvolto in un incidente al primo giro della gara insieme a Mick Doohan e Alex Barros.
In 250 la vittoria andò al francese Jean-Philippe Ruggia (al primo successo nel motomondiale), davanti agli italiani Loris Capirossi, partito in pole, e Loris Reggiani; Tetsuya Harada, in testa alla classifica, fu costretto al ritiro per un incidente nelle prime fasi della corsa. Nella classe 125 a vincere fu per la settima volta nella stagione Dirk Raudies, davanti a Kazuto Sakata, primo in qualifica, e a Ralf Waldmann.
Nello stesso fine settimana si disputò la quinta gara della stagione dei sidecar, che vide la quarta vittoria consecutiva dell'equipaggio formato dagli elvetici Rolf Biland e Kurt Waltisperg.

## Classe 500

### Arrivati al traguardo
| Pos. | Nº | Pilota           | Squadra                 | Motocicletta  | Giri | Tempo     | Griglia | Punti |
| ---- | -- | ---------------- | ----------------------- | ------------- | ---- | --------- | ------- | ----- |
| 1º   | 7  | Luca Cadalora    | Marlboro Team Roberts   | Yamaha        | 30   | 47:45.630 | 2       | 25    |
| 2º   | 1  | Wayne Rainey     | Marlboro Team Roberts   | Yamaha        | 30   | +3.312    | 8       | 20    |
| 3º   | 11 | Niall Mackenzie  | Valvoline Team WCM      | ROC Yamaha    | 30   | +21.898   | 9       | 16    |
| 4º   | 68 | Carl Fogarty     | Cagiva Team Agostini    | Cagiva        | 30   | +22.238   | 5       | 13    |
| 5º   | 6  | Shin'ichi Itō    | HRC Rothmans Honda      | Honda         | 30   | +36.151   | 7       | 11    |
| 6º   | 4  | Daryl Beattie    | Rothmans Honda          | Honda         | 30   | +36.394   | 10      | 10    |
| 7º   | 30 | Juan López Mella | Lopez Mella Racing      | ROC Yamaha    | 30   | +1:06.585 | 11      | 9     |
| 8º   | 27 | Renzo Colleoni   | Team Elit               | ROC Yamaha    | 30   | +1:10.731 | 16      | 8     |
| 9º   | 28 | John Reynolds    | Padgett's Motorcycles   | Harris Yamaha | 30   | +1:16.010 | 14      | 7     |
| 10º  | 16 | Michael Rudroff  | Rallye Sport            | Harris Yamaha | 30   | +1:21.152 | 12      | 6     |
| 11º  | 69 | James Haydon     | Team Great Britain      | ROC Yamaha    | 30   | +1:24.715 | 18      | 5     |
| 12º  | 32 | José Kuhn        | Euromoto                | Yamaha        | 30   | +1:33.544 | 26      | 4     |
| 13º  | 18 | Bernard Garcia   | Yamaha Motor France     | Yamaha        | 30   | +1:34.372 | 29      | 3     |
| 14º  | 45 | Ron Haslam       | Team ROC                | ROC Yamaha    | 30   | +1:34.590 | 19      | 2     |
| 15º  | 21 | Laurent Naveau   | Euro Team               | ROC Yamaha    | 29   | +1 giro   | 27      | 1     |
| 16º  | 25 | Thierry Crine    | Ville de Paris          | ROC Yamaha    | 29   | +1 giro   | 20      |       |
| 17º  | 33 | Andreas Meklau   | Austrian Racing Company | ROC Yamaha    | 29   | +1 giro   | 25      |       |
| 18º  | 31 | Bruno Bonhuil    | MTD Objectif 500        | ROC Yamaha    | 29   | +1 giro   | 23      |       |
| 19º  | 24 | Cees Doorakkers  | Doorakkers Racing       | Harris Yamaha | 29   | +1 giro   | 28      |       |
| 20º  | 43 | David Jefferies  | Peter Graves Racing     | Harris Yamaha | 29   | +1 giro   | 30      |       |

### Ritirati
| Nº | Pilota            | Squadra             | Motocicletta  | Giri | Griglia |
| -- | ----------------- | ------------------- | ------------- | ---- | ------- |
| 29 | Sean Emmett       | Shell Team Harris   | Harris Yamaha | 28   | 13      |
| 42 | Andrew Stroud     | Team Harris         | Harris Yamaha | 25   | 32      |
| 8  | Àlex Crivillé     | Marlboro Honda Pons | Honda         | 18   | 6       |
| 36 | Lucio Pedercini   | Team Pedercini      | ROC Yamaha    | 18   | 22      |
| 22 | Kevin Mitchell    | MBM Racing          | Harris Yamaha | 11   | 21      |
| 20 | Jeremy McWilliams | Millar Racing       | Yamaha        | 2    | 17      |
| 23 | Serge David       | Team ROC            | ROC Yamaha    | 1    | 24      |
| 2  | Mick Doohan       | Rothmans Honda      | Honda         | 0    | 3       |
| 9  | Alex Barros       | Lucky Strike Suzuki | Suzuki        | 0    | 4       |
| 34 | Kevin Schwantz    | Lucky Strike Suzuki | Suzuki        | 0    | 1       |

### Non partiti
| Nº | Pilota        | Squadra              | Motocicletta | Griglia |
| -- | ------------- | -------------------- | ------------ | ------- |
| 5  | Doug Chandler | Cagiva Team Agostini | Cagiva       | 15      |
| 12 | Mat Mladin    | Cagiva Team Agostini | Cagiva       | 31      |

## Classe 250

### Arrivati al traguardo
| Pos. | Nº | Pilota                    | Motocicletta | Giri | Tempo     | Griglia | Punti |
| ---- | -- | ------------------------- | ------------ | ---- | --------- | ------- | ----- |
| 1º   | 17 | Jean-Philippe Ruggia      | Aprilia      | 27   | 43:05.248 | 2       | 25    |
| 2º   | 65 | Loris Capirossi           | Honda        | 27   | +3.266    | 1       | 20    |
| 3º   | 13 | Loris Reggiani            | Aprilia      | 27   | +19.510   | 4       | 16    |
| 4º   | 3  | Pierfrancesco Chili       | Yamaha       | 27   | +35.138   | 6       | 13    |
| 5º   | 18 | Tadayuki Okada            | Honda        | 27   | +49.614   | 8       | 11    |
| 6º   | 5  | Max Biaggi                | Honda        | 27   | +1:14.134 | 7       | 10    |
| 7º   | 7  | Jochen Schmid             | Yamaha       | 27   | +1:14.948 | 10      | 9     |
| 8º   | 44 | Jean-Michel Bayle         | Aprilia      | 27   | +1:15.847 | 23      | 8     |
| 9º   | 24 | Patrick van den Goorbergh | Aprilia      | 27   | +1:16.072 | 14      | 7     |
| 10º  | 20 | Eskil Suter               | Aprilia      | 27   | +1:16.328 | 16      | 6     |
| 11º  | 11 | Wilco Zeelenberg          | Aprilia      | 27   | +1:21.140 | 13      | 5     |
| 12º  | 27 | Frédéric Protat           | Aprilia      | 27   | +1:21.534 | 12      | 4     |
| 13º  | 21 | Paolo Casoli              | Gilera       | 27   | +1:27.766 | 19      | 3     |
| 14º  | 28 | Adrian Bosshard           | Honda        | 27   | +1:32.974 | 18      | 2     |
| 15º  | 23 | Bernard Haenggeli         | Aprilia      | 27   | +1:35.370 | 26      | 1     |
| 16º  | 39 | Alessandro Gramigni       | Gilera       | 27   | +1:35.902 | 25      |       |
| 17º  | 26 | Bernd Kassner             | Aprilia      | 26   | +1 giro   | 22      |       |
| 18º  | 30 | Juan Bautista Borja       | Honda        | 26   | +1 giro   | 20      |       |
| 19º  | 68 | Nigel Bosworth            | Yamaha       | 26   | +1 giro   | 21      |       |
| 20º  | 51 | Jean Pierre Jeandat       | Aprilia      | 26   | +1 giro   | 28      |       |
| 21º  | 32 | Volker Bähr               | Honda        | 26   | +1 giro   | 34      |       |
| 22º  | 25 | Jurgen van den Goorbergh  | Aprilia      | 26   | +1 giro   | 29      |       |
| 23º  | 22 | Luis Maurel               | Aprilia      | 26   | +1 giro   | 27      |       |
| 24º  | 43 | Massimo Pennacchioli      | Honda        | 26   | +1 giro   | 32      |       |
| 25º  | 38 | Carlos Checa              | Honda        | 22   | +5 giri   | 31      |       |

### Ritirati
| Nº | Pilota           | Motocicletta | Giri | Griglia |
| -- | ---------------- | ------------ | ---- | ------- |
| 6  | Alberto Puig     | Honda        | 15   | 3       |
| 69 | Paul Brown       | Honda        | 8    | 33      |
| 37 | Simon Crafar     | Suzuki       | 8    | 17      |
| 14 | Nobuatsu Aoki    | Honda        | 3    | 15      |
| 16 | Andreas Preining | Aprilia      | 3    | 24      |
| 34 | Luis d'Antín     | Honda        | 2    | 11      |
| 36 | Pere Riba        | Honda        | 2    | 30      |
| 4  | Helmut Bradl     | Honda        | 1    | 5       |
| 31 | Tetsuya Harada   | Yamaha       | 0    | 9       |

## Classe 125

### Arrivati al traguardo
| Pos. | Nº | Pilota             | Motocicletta | Giri | Tempo     | Griglia | Punti |
| ---- | -- | ------------------ | ------------ | ---- | --------- | ------- | ----- |
| 1º   | 5  | Dirk Raudies       | Honda        | 26   | 44:21.938 | 2       | 25    |
| 2º   | 8  | Kazuto Sakata      | Honda        | 26   | +8.150    | 1       | 20    |
| 3º   | 3  | Ralf Waldmann      | Aprilia      | 26   | +10.760   | 5       | 16    |
| 4º   | 15 | Oliver Petrucciani | Aprilia      | 26   | +18.532   | 3       | 13    |
| 5º   | 17 | Akira Saitō        | Honda        | 26   | +19.056   | 4       | 11    |
| 6º   | 7  | Noboru Ueda        | Honda        | 26   | +19.543   | 7       | 10    |
| 7º   | 2  | Fausto Gresini     | Honda        | 26   | +20.458   | 9       | 10    |
| 8º   | 36 | Takeshi Tsujimura  | Honda        | 26   | +26.257   | 6       | 8     |
| 9º   | 11 | Peter Öttl         | Aprilia      | 26   | +29.191   | 15      | 7     |
| 10º  | 25 | Neil Hodgson       | Honda        | 26   | +34.128   | 19      | 6     |
| 11º  | 6  | Jorge Martínez     | Honda        | 26   | +37.852   | 12      | 5     |
| 12º  | 19 | Kin'ya Wada        | Honda        | 26   | +38.684   | 10      | 4     |
| 13º  | 14 | Oliver Koch        | Honda        | 26   | +54.696   | 11      | 3     |
| 14º  | 31 | Garry McCoy        | Aprilia      | 26   | +58.036   | 22      | 2     |
| 15º  | 33 | Stefan Prein       | Honda        | 26   | +1:00.743 | 24      | 1     |
| 16º  | 12 | Herri Torrontegui  | Aprilia      | 26   | +1:01.310 | 23      |       |
| 17º  | 4  | Bruno Casanova     | Aprilia      | 26   | +1:05.376 | 14      |       |
| 18º  | 24 | Haruchika Aoki     | Honda        | 26   | +1:07.721 | 21      |       |
| 19º  | 69 | Kevin Mawdsley     | Honda        | 26   | +1:12.404 | 25      |       |
| 20º  | 68 | Jamie Robinson     | Honda        | 26   | +1:14.816 | 29      |       |
| 21º  | 10 | Hans Spaan         | Honda        | 26   | +1:15.170 | 16      |       |
| 22º  | 42 | Shin'ya Satō       | Honda        | 26   | +1:17.479 | 27      |       |
| 23º  | 37 | Manfred Geissler   | Aprilia      | 26   | +1:17.831 | 31      |       |
| 24º  | 30 | Giovanni Palmieri  | Aprilia      | 26   | +1:24.392 | 32      |       |
| 25º  | 29 | Arie Molenaar      | Honda        | 25   | +1 giro   | 33      |       |
| 26º  | 22 | Lucio Cecchinello  | Gazzaniga    | 25   | +1 giro   | 35      |       |

### Ritirati
| Nº | Pilota           | Motocicletta | Giri | Griglia |
| -- | ---------------- | ------------ | ---- | ------- |
| 27 | Julián Miralles  | Honda        | 25   | 20      |
| 65 | Gabriele Debbia  | Honda        | 20   | 28      |
| 43 | Manuel Hernández | Aprilia      | 16   | 26      |
| 20 | Manfred Baumann  | Honda        | 14   | 34      |
| 41 | Luis Álvaro      | Honda        | 5    | 30      |
| 28 | Luigi Ancona     | Honda        | 2    | 17      |
| 16 | Ezio Gianola     | Honda        | 0    | 13      |

### Non partiti
| Nº | Pilota          | Motocicletta | Griglia |
| -- | --------------- | ------------ | ------- |
| 9  | Carlos Giró     | Aprilia      | 8       |
| 26 | Maurizio Vitali | Honda        | 18      |

## Classe sidecar
L'equipaggio Rolf Biland-Kurt Waltisperg vince precedendo al traguardo Derek Brindley-Paul Hutchinson e Klaus Klaffenböck-Christian Parzer. Si ritirano invece per problemi meccanici Steve Webster-Gavin Simmons, che avevano condotto la gara per diversi giri.
In classifica Biland è saldamente al comando con 120 punti; alle sue spalle ci sono ora Derek Brindley a 72 e Klaffenböck a 70.

### Arrivati al traguardo (posizioni a punti)
| Pos. | Pilota             | Passeggero       | Sidecar     | Giri | Tempo     | Punti |
| ---- | ------------------ | ---------------- | ----------- | ---- | --------- | ----- |
| 1º   | Rolf Biland        | Kurt Waltisperg  | LCR-Krauser | 26   | 42:57.035 | 25    |
| 2º   | Derek Brindley     | Paul Hutchinson  | LCR-ADM     | 26   | +5.787    | 20    |
| 3º   | Klaus Klaffenböck  | Christian Parzer | LCR-ADM     | 26   | +26.314   | 16    |
| 4º   | Paul Güdel         | Charly Güdel     | LCR-Krauser | 26   | +37.993   | 13    |
| 5º   | Markus Egloff      | Urs Egloff       | LCR-Yamaha  | 26   | +47.064   | 11    |
| 6º   | Yoshisada Kumagaya | Brian Houghton   | LCR-Krauser |      |           | 10    |
| 7º   | Tony Wyssen        | Kilian Wyssen    | LCR-ADM     |      |           | 9     |
| 8º   | Theo van Kempen    | Geral de Haas    | LCR-ADM     |      |           | 8     |
| 9º   | Markus Bösiger     | Beat Leibundgut  | LCR-ADM     |      |           | 7     |
| 10º  | Ralph Bohnhorst    | Peter Brown      | LCR-ADM     |      |           | 6     |
| 11º  | Mark Reddington    | Trevor Crone     | LCR-Krauser |      |           | 5     |
| 12º  | Billy Gällros      | Peter Berglund   | LCR-Yamaha  |      |           | 4     |
| 13º  | Tony Baker         | Simon Prior      | LCR-Krauser |      |           | 3     |
| 14º  | Kieron Kavanagh    | Ian Stapleton    | LCR-Krauser |      |           | 2     |
| 15º  | Hans Hügli         | Adolf Hänni      | LCR-Krauser |      |           | 1     |